# Fiacha III Finnailches
Fiacha III Finnailches lub Fiacha III Fionnailches („Fiacha z Pięknymi Manierami”) – legendarny zwierzchni król Irlandii z dynastii Milezjan (linia Íra, syna Mileda) w latach 625-617 p.n.e. Syn Finnachty I, zwierzchniego króla Irlandii.
Fiacha objął zwierchni tron irlandzki w wyniku zabójstwa Gede Ollgothacha, swego stryja. Są rozbieżności w źródłach, co do czasu jego rządów. Roczniki Czterech Mistrzów podały dwadzieścia, zaś Lebor Gabála Érenn („Księga najazdów Irlandii”) podała trzydzieści lat rządów. Za jego panowania całe bydło w Irlandii miało białe głowy. Domagał się podatku na siwowłosym bydle. Zbudował Dun Chuile Sibrinne, to jest Ceanannas. (ob. miasto Kells, w hrabstwie Meath). Gdziekolwiek lokował się, by zamieszkiwać, miejsce otrzymywało nazwę Ceanannas.  W Irlandii zaczęto pierwszy raz wykopywać ziemię, celem uzyskania wody w studniach. Za jego panowania ziarna zbóż nie ostawały się na kłosach. Fiacha został pokonany i zabity w bitwie pod Breagh z ręki Berngala, brata stryjecznego, mszczącego się za śmierć swego ojca Gede Ollgothacha. Ten następnie objął po zabitym zwierzchnią władzę na krajem.